# Eino Virtanen
Eino Mauno Virtanen (Uskela, 19 agosto 1908 – Helsinki, 3 dicembre 1980) è stato un lottatore finlandese, specializzato nella lotta greco-romana.

## Palmarès

### Olimpiadi
- 1 medaglia:
  - 1 bronzo (Berlino 1936 nei pesi welter)